# Гроссман, Исаак
Исаак Гроссман (18 августа 1892, Одесса — 9 августа 1977) — одесский футбольный болельщик, помощник адвоката и третейский судья, начальник болтового цеха. По своей популярности мог сравниться с одесскими футболистами своего времени.

## Биография
Отец Исаака держал магазин на Староконном базаре, мать была домохозяйкой. Семья жила на улице Успенской, 127. Исаак Гроссман не окончил учёбу в гимназии, работал помощником адвоката, иногда выполнял роль третейского судьи. Позже, перед началом Великой Отечественной войны и после возвращения из эвакуации (из г. Фрунзе), был начальником болтового цеха.
В 1930-х годах эмоциональный и весёлый Исаак Гроссман приобрёл огромную популярность среди одесских футбольных болельщиков, получив прозвище «Король болельщиков». Его шутливые и меткие высказывания практически всегда привлекали внимание окружающих. 18 мая 1936 года, на торжественном открытии «Стадиона у моря» Исаака Гроссмана не было. Присутствовали генсек КПУ Станислав Косиор и генсек ЛКСМУ Сергей Андреев. «Король болельщиков», как величали Гроссмана, прийти однако не смог — за день до этого его забрали в НКВД.
Все зрители наблюдали за Исааком Гроссманом, на постоянном для него месте на 38-й трибуне одесского стадиона. Он посещал все домашние игры одесского «Черноморца» и пытался ездить с командой на все её выездные матчи. В 1967 году, когда Гроссман проживал уже на улице Генерала Петрова, звёзды одесского футбола подарили ему мяч со своими автографами и надписью: «Старейшему любителю одесского футбола в день 75-летия». В настоящее время (2014 г.) этот мяч хранится во всемирном клубе одесситов.
Умер 9 августа 1977 года.